# Ben Small
Benjamin Small, detto Ben (1º gennaio 1971), è un doppiatore britannico.

## Biografia
Small ha doppiato numerosi personaggi nel doppiaggio britannico de Il trenino Thomas dal 2009 al 2015, tra cui Thomas, Rheneas, Toby, Owen e Flynn. Insieme a Keith Wickham ha fatto parte del cast britannico della serie Corneil e Bernie, doppiando Bernie. Inoltre, ha doppiato T-Bone nel doppiaggio britannico di Clifford, e doppiò Jorge e Shun nel doppiaggio britannico di Un cucciolo di nome Clifford. Small doppiò anche Zorro in Zorro: Generation Z. 

## Doppiaggio
Nota: tutti i personaggi doppiati da Ben Small sono stati doppiati per il doppiaggio britannico dei seguenti prodotti audiovisivi.

### Film
- Ichabod Crane in The Haunted Pumpkin of Sleepy Hollow[1]
- voci aggiuntive in The Christmas Dinosaur
- personaggi vari in Alice in Wonderland: What's the Matter with the Hatter? e The Prince and the Pauper: Double Trouble
- Thomas e Toby in Thomas & Friends: Hero of the Rails e Thomas & Friends: Day of the Diesels
- Thomas, Toby e Ferdinand in Thomas & Friends: Misty Island Rescue
- Thomas, Toby, Rheneas e Owen in Thomas & Friends: Blue Mountain Mystery
- Thomas, Toby e Rheneas in Il trenino Thomas - Il re dei binari
- Thomas in Il trenino Thomas - Thomas e i trenini coraggiosi

### Televisione
- Orso in Franklin
- T-Bone in Clifford
- Herik in Xcalibur
- Jim in Lunar Jim
- Jorge e Shun in Un cucciolo di nome Clifford
- Bernie in Corneil e Bernie
- Pterence e Sid in Harry e i dinosauri nel magico secchiello blu
- Zorro in Zorro: Generation Z
- personaggi vari in Il trenino Thomas
- Craw in Matt Hatter Chronicles
- Papà in Dottoressa Peluche

### Videogiochi
- voci aggiuntive in Alias: The Game

## Doppiatori italiani
Nel doppiaggio italiano dei media che ha doppiato, Small è stato sostituito da:
- Marco Vivio e Sacha Pilara in Il trenino Thomas
- Massimo Di Benedetto in Franklin
- Fabrizio Vidale in Clifford
- Stefano Crescentini in Lunar Jim e Un cucciolo di nome Clifford
- Corrado Conforti in Corneil e Bernie
- Paola Del Bosco, Emilia Costa ed Edoardo Nordio in Harry e i dinosauri nel magico secchiello blu
- Gabriele Lopez in Zorro: Generation Z
- Federico Di Pofi in Dottoressa Peluche